# François Silvant
François Silvant (* 15. Oktober 1949 in Lausanne; † 14. Juni 2007 ebenda) war ein Schweizer Kabarettist.
Silvant spielte ab 1970 Theater, ab 1983 entwickelte er seine Soloprogramme. Sein letztes Soloprogramm war «Mes plantes vertes sont magnifiques», mit dem er in der Westschweiz sehr erfolgreich war.
Durch die TV-Serie Le petit Silvant illustré, in der er etwa 40 verschiedene Personen spielte, war Silvant in der Westschweiz ausserordentlich bekannt und beliebt. 2006 war er bei einer Umfrage der Schweizer Sonntagszeitung Le Matin Dimanche zum drittbeliebtesten Westschweizer hinter dem Eiskunstläufer Stéphane Lambiel und dem Journalisten Jean-Philippe Rapp gewählt worden.
Im Juni 2007 erlag Silvant in Lausanne einer Krebserkrankung.